# Muriceides fragilis
Muriceides fragilis is een zachte koraalsoort uit de familie Plexauridae. De koraalsoort komt uit het geslacht Muriceides. Muriceides fragilis werd in 1889 voor het eerst wetenschappelijk beschreven door Wright & studer. 